# 巨婴
巨婴是一个汉语流行词，本义是指体型巨大的婴儿，现在一般用于描述心理不成熟的成年人。
巨婴一词曾入选《咬文嚼字》杂志评选的2018年十大流行语之一。

## 观点
- 心理咨询师武志红曾在2016年出版《巨婴国》一书，批判中国人的民族性格。他认为巨婴有三个特点：共生、全能自恋、偏执分裂。其中，共生是指独立性差；全能自恋是认为世界必须要按自己的想法运转；偏执分裂是指认为事情必须一分为二，非黑即白[3]。